# Chlum-Korouhvice
Chlum-Korouhvice je obec v okrese Žďár nad Sázavou v Kraji Vysočina. Leží nedaleko Vírské přehrady. Žije zde 38 obyvatel.

## Historie
První písemná zmínka o obci pochází z roku 1349.
| Rok            | 1869 | 1880 | 1890 | 1900 | 1910 | 1921 | 1930 | 1950 | 1961 | 1970 | 1980 | 1991 | 2001 |
| Počet obyvatel | 252  | 220  | 233  | 235  | 234  | 210  | 207  | 157  | 78   | 66   | 62   | 66   | 50   |

## Části obce
- Chlum
- Korouhvice